# سلامى (تشريح)
السُّلَامَى (بالإنجليزية:  Phalanges)‏، مأخوذ مباشرة من (اللاتينية: phalangem)، هي إحدى عظام أصابع اليد أو القدم في الحيوانات الفقارية. في الرئيسيات ، يكون لإصبع إبهام اليد وللإصبع الكبير للقدم سلاميتان فقط بينما كل الأصابع الأخرى لها ثلاثة سلاميات.
تُصنّف السُّلَامَيَات على أنّها عظام طويلة (لأن طول عظمها أكبر من عرضها) ، وتُقسَم إلى:
- سلاميات دنيا: تتمفصل مع مشط اليد أو مشط القدم.
- سلاميات وسطى: تقع بين الدنيا والقصوى (غير موجودة في إصبع إبهام اليد أو في الإصبع الكبير للقدم).
- سلاميات قصوى: تقع في النهاية الطرفية للإصبع.

عظام السُّلَامَيَات تسمى الكعاس.

## البنية
السلاميات هي العظام التي تشكل أصابع اليد وأصابع القدم. هناك 56 سلامية في جسم الإنسان، أربعة عشر في كل يد وكل قدم. توجد ثلاث سلاميات في كل إصبع يد وإصبع قدم، باستثناء إبهام اليد وإبهام القدم اللذين يمتلكان سلاميتان فقط. تُدمج السلاميات المتوسطة والقاصية من أصابع القدمين الرابعة والخامسة معًا في أغلب الأحيان (التحام السلاميات). تُعرف سلاميات اليد عادةً باسم عظام الأصابع. تختلف سلاميات القدم عن اليد بأنها غالبًا ما تكون أقصر وأكثر كثافةً، خاصة السلاميات الدانية، الأقرب إلى الرسغ.
تُسمى السلاميات حسب إذا كانت دانية أو متوسطة أو قاصية وما يرتبط بها من إصبع يد أو إصبع قدم. السلاميات الدانية هي الأقرب إلى اليد أو القدم. تُعرف النهايات البارزة للسلاميات في اليد بالمفاصل الإصبعية. تتصل السلاميات الدانية مع مشط اليد أو مشط القدم في المفصل السنعي السلامي أو المفصل المشطي السلامي. السلامية المتوسطة ليست فقط متوسطة الموقع، ولكن أيضًا في الحجم. لا يمتلك الإبهام أو إصبع القدم الكبير سلامى متوسطة. السلاميات القاصية هي العظام الموجودة عند أطراف أصابع اليد أو أصابع القدم. ترتبط السلاميات الدانية والمتوسطة والقاصية مع بعضها البعض من خلال المفاصل بين السلامية.

### تشريح العظام
تتكون كل سلامى من قسم مركزي، يسمى الجسم، بالإضافة إلى طرفين آخرين.
- يكون الجسم مسطحًا في كلا الجانبين ومقعرًا من جهة السطح الراحي ومحدبًا على السطح الظهري. تتميز جوانبها بمناطق خشنة ترتكز عليها الأغماد الليفية لأوتار العضلات المثنية. تستدق تدريجيًا من الأعلى إلى الأسفل.
- للأطراف الدانية لعظام الصف الأول أسطح مفصلية مقعرة، أوسع من جانب إلى آخر أكثر من الأمام إلى الخلف. يشكل الطرف الداني لكل عظمة من الصفين الثاني والثالث تقعرًا مزدوجًا مفصلًا بحافة متوسطة.
- الأطراف القاصية أصغر من الأطراف الدانية، وينتهي كل منها بلقمتين (برجمة) يفصلهما ثلم مسطح؛ يمتد السطح المفصلي على الوجه الراحي أكثر من الوجه الظهري، وهي أفضل علامة مميزة لعظام الصف الأول.

للسلاميات الدانية في القدم جسم مضغوط من جانب إلى آخر، محدب من الأعلى ومقعر من الأسفل. تكون القاعدة مقعرة، ويقدم الوجه العلوي السطحَ البكري للتمفصل مع السلامى الثانية. يكون الجزء المتوسط صغيرًا وقصيرًا بشكل ملحوظ، ولكنه أوسع من الجزء الداني. تعد السلاميات القاصية مقارنة مع السلاميات القاصية للإصبع، الأصغر والأكثر تسطحًا من الأعلى إلى الأسفل؛ تقدم كل منها قاعدة عريضة للتمفصل مع العظم المقابل في الصف الثاني، وتكون نهايتها القاصية واسعة لدعم الظفر ونهاية إصبع القدم.

#### السلاميات القاصية
تكون السلاميات القاصية في اليد مسطحة على وجوهها الراحية، وصغيرة وذات سطح خشن ومرتفع على شكل حدوة حصان على الوجه الراحي، لدعم لب الإصبع. تسمى التمددات المسطحة والواسعة الموجودة عند أطراف السلاميات القاصية، لمّات قِميّة التي تدعم وسائد الأظافر وأطراف الأصابع. تحتوي سلامية الإبهام على حفرة واضحة لمرتكز العضلة المثنية الطويلة لإبهام اليد (لا متناظرة نحو الجانب الشعاعي)، وحفرة ظفرية وزوج من الأشواك الظفرية غير المنتظمة (يكون الزند أكثر بروزًا). هذا التباين ضروري لضمان مواجهة لب الإبهام الدائمة للب الأصابع الأخرى، وهو تكوين عظمي يوفر أكبر سطح التلامس عند إمساك الأشياء.
تكون السلاميات القاصية في القدم، مسطحة على وجهها الظهري. وهي الأكبر دنوًا وتستدق باتجاه النهاية القاصية. للجزء الداني من السلامى قاعدة واسعة للتمفصل مع السلامى المتوسطة، ونهايات قاصية واسعة لدعم الظفر ونهاية إصبع القدم. تنتهي السلامى بقلنسوة خشنة على شكل هلال من المشاشة- لمة قمية (أو أحدوبة/ناتئ ظفري) التي تغطي جزءًا أكبر من السلامى على الجانب الراحي أكثر من الجانب الظهري. يكون هناك اثنان من الأشواك الظفري الوحشية بالقرب من اللمة القمية. توجد بالقرب من قاعدة الجسم حدبتان وحشيتان. يفصل بينهما حرف على شكل حرف V، يمتد بشكل داني ليشكل مرتكزًا للعضلة المثنية الطويلة لإِبهام اليد. أما الحروف الأخرى في القاعدة فتشكل مرتكزات لسفاق العضلة الباسطة. ينشطر مرتكز العضلة المثنية إلى حفرتين – حفرة الظفر نحو القاصي والحفرة الراحية الدانية نحو الداني.

### النمو
غالبًا ما يُعبر عن عدد من السلاميات في الحيوانات على أنها «صيغة السلاميات» التي تشير إلى أعداد السلاميات في الأصابع، بدءًا من الأنسية أو الوحشية الأعمق. تتوزع السلاميات عند البشر على سبيل المثال، بالصيغة التالية 2-3-3-3-3 في اليد، ما يعني أن لإبهام اليد سلاميتان، في حين أن لكل إصبع من الأصابع الأخرى ثلاث سلاميات. تظهر في السلاميات القاصية من اليد مراكز الأجسام في النهايات القاصية من السلاميات، بدلًا من منتصف الأجسام، كما في السلاميات الأخرى. علاوةً على ذلك، ومن بين جميع عظام اليد، فإن السلاميات القاصية هي من تتعظم أولًا.

## الوظيفة
تحمل السلاميات القاصية عند الحيوانات ذوات الحوافر وتشكل أظافر ومخالب، ويشار إليها عند هذه الرئيسيات باسم السلاميات المخلبية.

## تاريخ السلاميات

### أصل التسمية
يشير مصطلح السلامى phalanx أو السلاميات phalanges إلى التشكيلة السلامية للجيش اليوناني القديم الذي يقف فيه الجنود جنبًا إلى جنب في عدة صفوف معقدة، مثل ترتيب أصابع اليد أو أصابع القدم.

### عند الحيوانات
لمعظم الثدييات البرية بما في ذلك البشر صيغة 2-3-3-3-3 في كل من اليدين (أو المخالب) والقدمين. يكون عادة لدى الزواحف البدائية الصيغة المتمثلة في 2-3-4-4-5، وبقي هذا النمط، مع بعض التعديلات البسيطة، في العديد من الزواحف اللاحقة وفي الزواحف الشبيهة بالثدييات. تختلف الصيغة السلامية في زعانف الحوتيات (ثدييات بحرية) اختلافًا كبيرًا بسبب فرط السلاميات (زيادة في عدد عظام السلاميات). تكون صيغة السلاميات في الحوت الأحدب، على سبيل المثال، 0/2/7/7/3؛ أما في الحوت الدليل فتكون الصيغة 1/10/7/2/1.
يكون للسلاميات الدانية في الحيوانات الفقارية، موضع مماثل في الأطراف المتناظرة، سواء كانت في المخالب أو الأجنحة أو الزعانف. يكون عظم الإصبع في العديد من الأنواع، من السلاميات الأطول والأكثر سمكًا. كما توجد السلامى المتوسطة في مكانها الموجود في الأطراف سواء كان مخلبًا أو جناحًا أو حافرًا أو زعنفة.
تكون السلاميات القاصية مخروطية الشكل في معظم الثدييات، بما في ذلك معظم الرئيسيات، ولكنها واسعة نسبيًا ومسطحة عند البشر.

#### الرئيسيات
يعكس شكل السلاميات القاصية من الإبهام البشري بشكل وثيق تكيفًا لقبضة دقيقة قوية مع تلامس إصبع-رفادة. وقد ارتبط هذا تقليديًا ببزوغ صناعة الأدوات الحجرية. ومع ذلك، تشير التناسبات اليدوية الحقيقية للأسترالوبيثكس والتشابه بين اليد البشرية واليد القصيرة لقرود العصر الميوسيني، إلى أن نسب اليد البشرية هي قُربية الشكل إلى حد كبير (كما هو موجود في أنواع الأسلاف) - على عكس نمط اليد الممدود المستمد وعضلات الإبهام ضعيفة النمو المختلفة عن الأنواع الأخرى الموجودة.

## معرض الصور

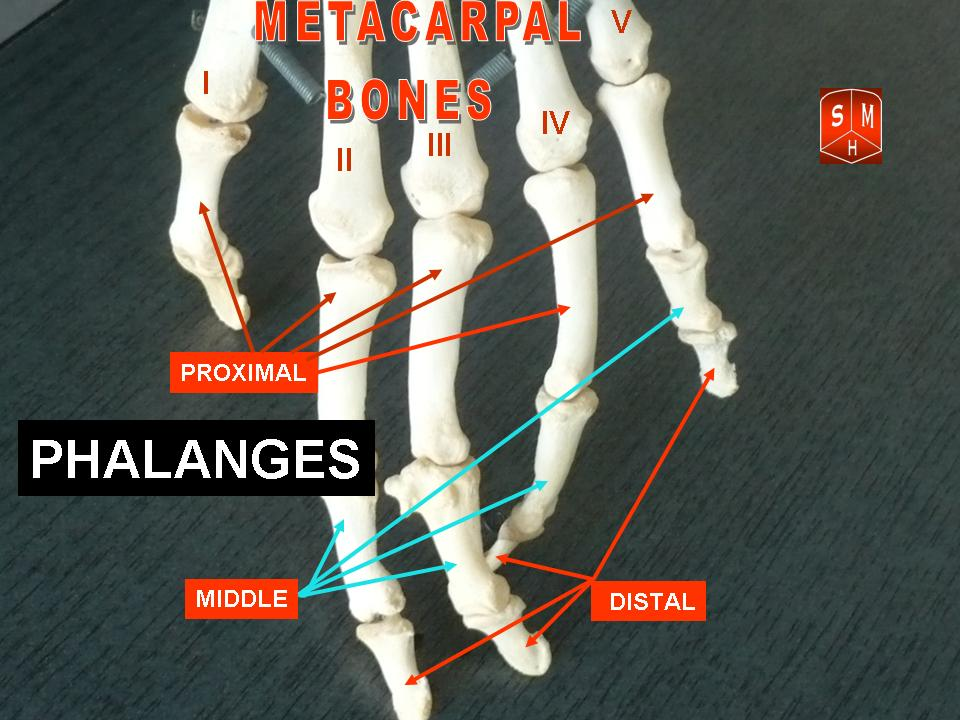
السلاميات.
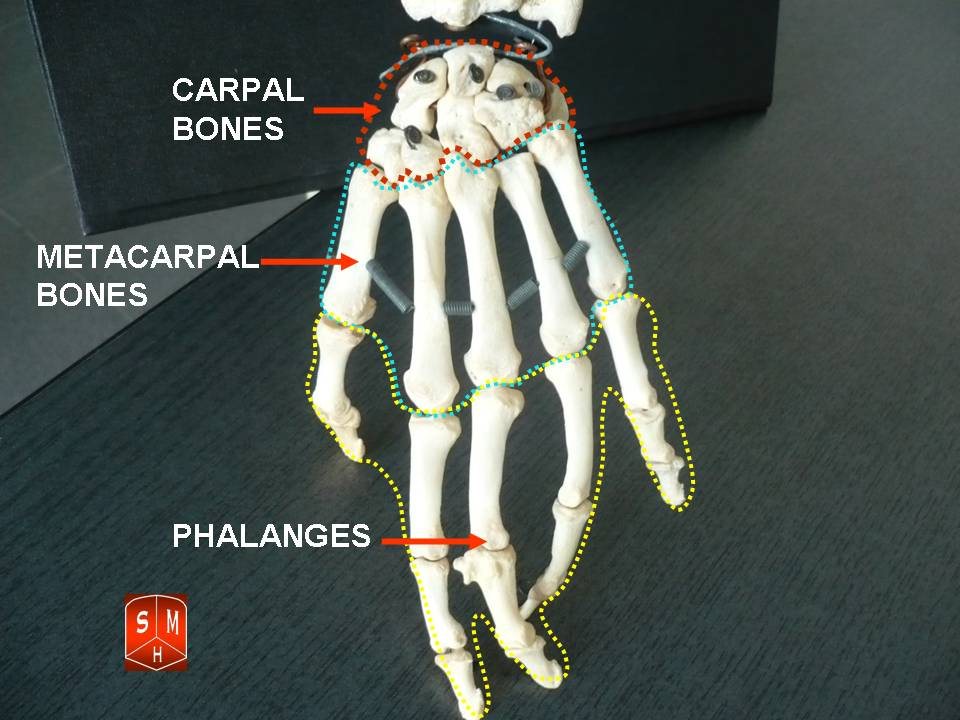
السلاميات.